# Štoky
Štoky (deutsch Stecken oder Stöcken) ist eine Minderstadt in Tschechien. Sie liegt zwölf Kilometer nördlich des Stadtzentrums von Jihlava und gehört zum Okres Havlíčkův Brod.

## Geographie
Štoky befindet sich in der Böhmisch-Mährischen Höhe im Tal des Baches Mlýnský potok. Nördlich erhebt sich die Vysočina (Hochberg, 621 m), im Südwesten der U Serpentinky (Ahornberg, 632 m), westlich der Chyšecký kopec (598 m) und im Nordwesten der Vápenný kopec (Altschafferhübel, 597 m). Durch den Ort führt die Staatsstraße I/38 zwischen Havlíčkův Brod und Jihlava.
Nachbarorte sind Na Vysočině und Skřivánek im Norden, Smilov und Pozovice im Nordosten, Kamenná im Osten, Dobronín im Südosten, Zvonějov und Antonínův Důl im Süden, Zaječí und Smrčná im Südwesten, Petrovický Mlýn, Petrovice und Chyška im Westen sowie Úhořilka und Studénka im Nordwesten.

## Geschichte
Die Anfänge der Besiedlung der Gegend reichen wahrscheinlich bis zum Ende des 10. Jahrhunderts zurück. Zwischen dem 12. und 13. Jahrhundert setzte in dem Gebiet nach Silberfunden ein Berggeschrei ein, dem sich eine Besiedlung durch bayerische Kolonisten anschloss. Die erste schriftliche Erwähnung des Dorfes Stöcken erfolgte im Jahre 1347. Seit 1372 ist die Existenz einer Pfarrkirche belegt. 1436 erwarb Nikolaus Trčka von Lípa die Herrschaft Stöcken. Unter den Herren Trčka von Lípa, die Stöcken bis 1596 besaßen, erhielt der Ort Marktrechte, die Einnahme von Zoll und Maut sowie den freien Heimfall verliehen. Während ihrer Herrschaft wurden 1467 auch Schrittenz und Deutsch Schützendorf an Stöcken angeschlossen. Jan der Ältere Trčka von Lípa verkaufte Schrittenz und Dobrenz 1536 an die Stadt Iglau. Seit 1572 führte das Städtchen Stöcken die Siegel mit dem Wappen der Trčka. Im Jahre 1596 erwarb die Stadt Iglau auch Stöcken und Deutsch Schützendorf. Seit 1625 ist ein Herrenhof belegt. Der Dreißigjährige Krieg brachte den Niedergang von Stöcken. Nach dem Ende des Krieges bestand das Städtchen aus dem Herrenhof und vierzig wüsten Anwesen. Nachfolgend entwickelte sich das Handwerk und es entstanden Schmiede-, Stellmacher-, Strumpfwirker-, Weber- und Gerberbetriebe. Der Bau der Kaiserstraße von Prag nach Wien im Jahre 1760 führt zu einem großen wirtschaftlichen Aufschwung. Unter den Hohenzollern wurde das Schloss Stöcken ab 1760 zu einem Verwaltungssitz. Kaiser Joseph II. erhob Stöcken 1766 zur Minderstadt. Zu Beginn des 19. Jahrhunderts entstanden klassizistische Bürgerhäuser am Markt. Zwei Tage nach der Schlacht bei Austerlitz trafen am 4. und 5. Dezember 1805 zwischen Stöcken und Wonau etwa 1600 französische und bayerische Soldaten aufeinander, die das Schlachtfeld nicht mehr rechtzeitig erreicht hatten.
Nach der Aufhebung der Patrimonialherrschaften bildete Stecken ab 1850 mit den Ortsteilen Muckenbrunn/Mukubruny und Bosowitz/Pozovice eine Marktgemeinde im Bezirk Deutschbrod und wurde zum Sitz eines Bezirksgerichts. Der Ort gehörte zur Iglauer Sprachinsel und war mehrheitlich deutsch besiedelt. Unter der tschechischen Minderheit fanden ab 1880 die Gedanken der Nationalen Wiedergeburt großen Anklang. 1904 nahm die Lokalbahn Polna-Stecken–Polna Stadt den Betrieb auf; ihre Strecke führte jedoch nicht über Stecken, sondern führte vom fünf Kilometer südöstlich gelegenen Deutsch Schützendorf durch das Tal des Goldbaches nach Norden. 1910 hatte Stecken / Štoky 1250 Einwohner, davon waren 161 Tschechen. Nach der Gründung der Tschechoslowakei entstand 1919 eine tschechische Minderheitenschule. Die deutsche Bevölkerung wurde nach dem Zweiten Weltkrieg vertrieben. 1948 wurde der Status als Městys nicht erneuert und Štoky sank zum Dorf herab. 1968 protestierten die Einwohner von Štoky gegen die Okkupation der ČSSR durch die Warschauer Paktstaaten. 1974 wurde Smilov eingemeindet. 1976 kamen noch Petrovice, Okrouhlička und Skřivánek hinzu; letztere lösten sich 1990 wieder los. Seit dem 10. Oktober 2006 besitzt Štoky wieder den Status eines Městys.

## Gemeindegliederung
Der Městys Štoky besteht aus den Ortsteilen Petrovice (Petrowitz), Pozovice (Bosowitz), Smilov (Smilau), Štoky (Stecken) und Studénka (Muckenbrunn) sowie den Ansiedlungen Zvonějov (Wonau) und Na Vysočině (Hochberg).

## Sehenswürdigkeiten

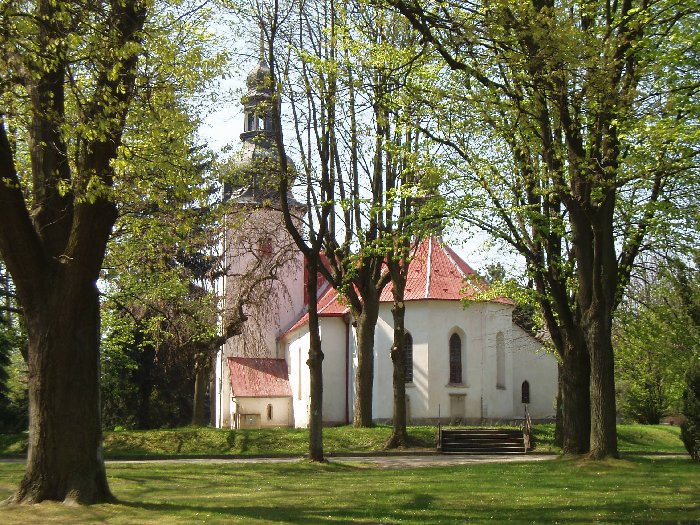
Kirche des Jakobus des Älteren

- Kirche Jakobus des Älteren, der ehemals frühgotische Bau aus dem Jahre 1372 erhielt seine heutige Gestalt am Umbau von 1672
- Barocke Statue des hl. Johannes von Nepomuk aus der 1. Hälfte des 18. Jahrhunderts
- steinerne Statuette der Rolandsäule, die aus dem 15. Jahrhundert stammende und auch als Marktmännl bezeichnete Figur befand sich ursprünglich in Deutsch Gießhübel, später in Stannern und gelangte dann nach Stecken. Sie befand sich einer alten Tradition nach immer in dem Ort, dem es gelang, sie zu entführen. Der Kopf ist eine Nachbildung aus Zement nach einer Fotografie aus dem Jahre 1919, der Rumpf ist im Original erhalten
- steinerner Brunnen auf dem alten Friedhof
- Kreuzstein an der Straße nach Zvonějov, vermutlich aus dem Jahre 1604
- Kapelle am Waldrand in Richtung Dobronín
- Schloss Štoky
- Gedenkstein an das Gefecht bei Wonau von 1805, errichtet im Jahre 2000

## Söhne und Töchter der Stadt
- Anton Altrichter (1882–1954), Lehrer und Historiker
- Michal Veselý (* 1980), Fußballspieler